# Kane-Pennington Victoria
Kane-Pennington Victoria war ein früher Personenkraftwagen.

## Beschreibung
Die Racine Motor Vehicle Company stellte diese Fahrzeuge her und vertrieb sie als Kane-Pennington. Die Bauzeit war von 1895 bis 1896.
Mindestens ein Fahrzeug war als offener zweisitziger Victoria bzw. Roadster karosseriert. Es gab auch Versionen als Vis-à-vis, bei der sich vier Personen gegenübersitzen konnten. Eine Variante hatte am Heck einen Motorradsattel für einen weiteren Mitfahrer. Eine Zeichnung von 1946 zeigt so ein Fahrzeug mit einem etwas bequemeren Notsitz am Heck.
Die Basis bildeten zwei Fahrradrahmen vom Typ Damenrad. Dazwischen war eine Plattform. Zwei kleine Motoren im Heck wurden zusammengekoppelt und trieben die Hinterachse an.
Eine andere Quelle nennt einen Vierzylindermotor mit 4 PS Leistung.
Zwei Victoria-Tricars nahmen im November 1895 am Geschehen des Chicago Times-Herald Contests teil, starteten jedoch nicht offiziell.
Insgesamt entstanden je nach Quelle wenige Fahrzeuge oder wohl nur zwei oder drei Stück.

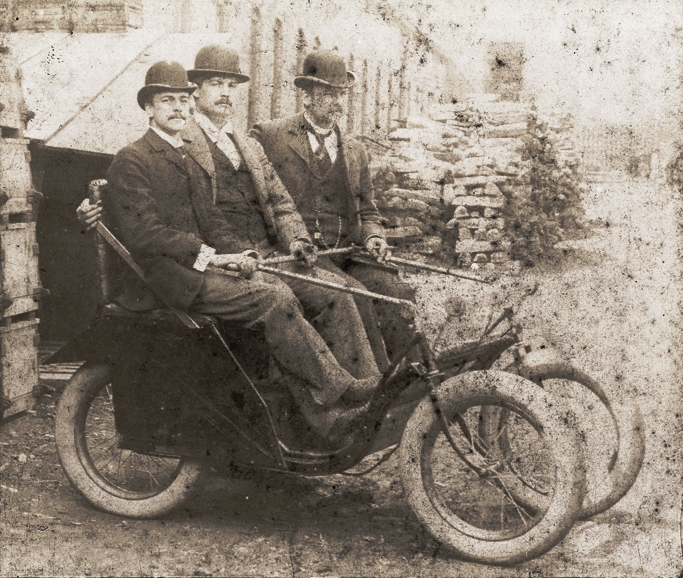
Kane-Pennington Victoria (1895 Chicago Times-Herald run)
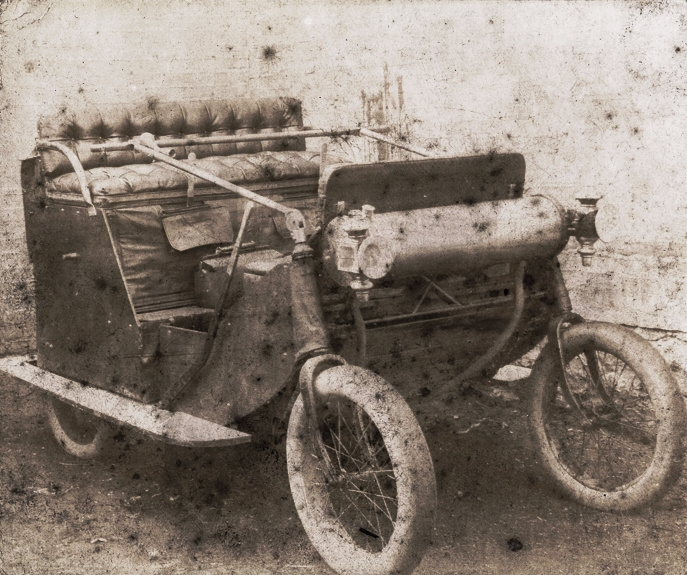
Kane-Pennington Vis-à-vis (1895 Chicago Times-Herald run)
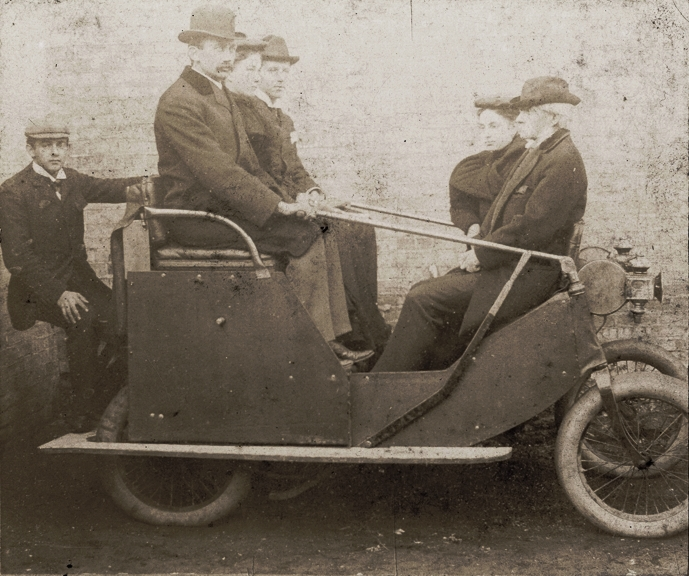
Kane-Pennington Vis-à-vis (1895 Chicago Times-Herald run)